# Tom van Kalmthout
Tom van Kalmthout (Den Haag, 16 januari 1991) is een Nederlands acteur en rapper.

## Carrière

### Jeugd en opleiding
Van 2009 tot 2013 volgde Van Kalmthout de acteursopleiding aan de Amsterdamse Toneel en Kleinkunst Academie (ATKA) in Amsterdam. Zijn atheneumdiploma haalde hij in 2009 aan het Dalton in Den Haag.

### Toneel
In het seizoen 2015/2016 speelde Van Kalmthout onder meer in de toneelproductie "De Gelaarsde Poes" van het Ro Theater. Op het toneel was Van Kalmthout eerder te zien in de voorstelling "Wachten op Godot" van het Nationaal Toneel (2004) en "Human Cargo" van de Toneelmakerij (2010). Bij het Noord Nederlands Toneel speelde hij in de voorstelling "Don Juan" (2013). Met Anke van 't Hof bracht hij in 2014 de Bellevue-lunchvoorstelling "Ik vertel het graag zo" op de planken, een kwetsbare voorstelling over pedofilie.

### Film
Van Kalmthout maakte zijn speelfilmdebuut met een hoofdrol als Tom in de familiefilms "Snuf de Hond in oorlogstijd" (2008) en "Snuf en de jacht op Vliegende Volckert" (2009). Op tv trad hij op in de aflevering "Jongen" van de veelgeprezen misdaadserie "Van God Los" en in de telefilm "Moos" (2016). In 2020 kwam zijn eerste eigen film "Rundfunk: Jachterwachter" uit.

### Rundfunk
Samen met Yannick van de Velde, klasgenoot van de ATKA, vormt Van Kalmthout het theatercollectief "RUNDFUNK". Het duo maakte zijn eerste voorstelling onder de gelijknamige titel in 2012 tijdens de opleiding op de ATKA. Op de Parade van 2012 werd het optreden druk bezocht. Met dezelfde voorstelling won Rundfunk in 2013 de "ITs hits"-prijs op het International Theatre School Festival Amsterdam en bereikte het eveneens de finale van Cameretten in Rotterdam.
In de zomer van 2015 speelden Van Kalmthout en Van de Velde opnieuw als Rundfunk in een door hen zelf geschreven vijfdelige serie op tv (NPO 3: 3Lab). Dit kreeg een 10-delig vervolg in het najaar van 2016. Rob Lücker was in beide seizoenen regisseur. Belangrijke rollen waren onder meer voor Pierre Bokma en Kees Hulst. In de zomer van 2017 stond Rundfunk opnieuw op De Parade, met een gedeelte uit het programma "Wachstumsschmerzen". Dat programma is van najaar 2017 tot voorjaar 2019 te zien geweest in een groot aantal Nederlandse theaters.
In 2020 kreeg het eerste theaterprogramma een vervolg genaamd "Todesangstschrei" (vrij vertaald: doodsangstschreeuw). De tweede voorstelling lijkt in vorm sterk op de eerste: het is sketchcabaret op hoog tempo, met politiek incorrecte humor over maatschappelijke thema's. De recensies waren lovend, met vier uit vijf sterren van verschillende kwaliteitskranten. In 2022 speelt Rundfunk de voorstelling "Todesangstschrei".

### Schooltv
Evenals Van de Velde was Van Kalmthout een van de presentatoren van het NTR-schooltv-programma (NPO 3) "De Buitendienst van Nieuws uit de Natuur" (2013-2016).

### Muziek
In augustus 2022 maakte Van Kalmthout bekend een nieuw album genaamd "De Zalmsound" te hebben geproduceerd onder pseudoniem "Ron van Zalmsaus". Het album is een samenwerking met Bart Rijnink. Van enkele nummers zijn tevens videoclips uitgebracht. In 2025 won dit duo de Annie M.G. Schmidtprijs voor het theaterlied Voor een meisje.
- Nederlandse Thesaurus van Auteursnamen: 315015861
- Virtual International Authority File: 281644887
- WorldCat: E39PBJkdpjHrRDTWG4Hf8y4pfq